# Veja (periodico)
Veja è un settimanale brasiliano di notizie pubblicato a San Paolo e distribuito in tutto il paese dal conglomerato mediatico Grupo Abril. È la principale pubblicazione settimanale del Paese e uno degli organi di informazione più influenti dell'editoria brasiliana. Veja pubblica articoli su politica, economia, cultura, eventi, spettacolo e guerra. Include inoltre regolarmente articoli editoriali su temi quali tecnologia, ecologia e dibattito religioso. Contiene sezioni ricorrenti su cinema, televisione, letteratura, musica e guide su diversi argomenti. È stato descritto come politicamente allineato con i movimenti di destra, sebbene non si descriva come tale.